# Supno
Supno (niem. Zaupen See) – jezioro na Równinie Torzymskiej, w powiecie słubickim, w gminie Cybinka.
Jezioro położone wśród lasów, około 2 km na północny wschód od miejscowości Koziczyn. Jezioro posiada bardzo rozwiniętą linię brzegową, proces lądowacenia zbiornika doprowadził do zaniknięcia środkowej części jeziora. Obecnie jezioro dzieli się na dwa zbiorniki, oddzielone pasem roślinności szuwarowej.